# Asura coccineoflammea
Asura coccineoflammea là một loài bướm đêm thuộc phân họ Arctiinae, họ Erebidae.